# Награда Златна буба
Награда Златна буба (швед. Guldbagge) је шведска званична и годишња церемонија обележавања достигнућа у шведској филмској индустрији. Добитници се награђују статуом у облику златне бубе. Награда је први пут представљена 1964. године, а надзире је Шведски филмски институт (ШФИ). Награда се описује као шведски еквивалент Оскару.
Церемонија доделе награда је први пут приказана на телевизији 1981. године на SVT2 каналу и од тада се емитује сваке године на SVT1, SVT2 или TV4 каналу.

## Историја
Прва награда Златне бубе је представљена 25. септембра 1964. на приватној забави у Grand Hôtel хотелу у Стокхолму. Четири “златне бубе” су додељене, почасни директори, глумци, глумице и остале личности из филмске индустрије за време њиховог рада у периоду од 1963-64. године. Првобитне категорије су биле: најбољи филм, најбољи режисер, најбољи глумац и најбоља глумица.
Прва награда за најбољег глумца додељена је Кевеу Јерму за улогу у филму Равенов крај. Награда најбоље глумице припала је Ингрид Тулин за улогу у филму Тишина.. Награда најбољи режисер додељена је Ингмару Бергману за филм Тишина, који је такође добио награду најбољи филм. Први глумац који је по други пут добио награду био је Кеве Јелм, примивши специјалну награду за улогу у ТВ серији God natt, jord.
За првих деветнаест церемонија, период рачунања квалификације филмова је обухватао две календарске године. На пример, друга додела награда одржана 15. октобра 1965 обухватала је филмове снимљене између јула 1964. и јуна 1965. године. Почевши од 20. доделе награда, одржане 1985, период рачунања квалификације је обухватао целу календарску годину, од 1. јануара до 31. децембра.
Пре 1991. номинације нису најваљиване. Од 1991. Шведска филмска институција представила је систем од три номинација у свим категоријама.

## Награда

### Дизајн
Награда је статуа у облику бубе, направљена од бакра, емајлирана је и позлаћена и тежи око 1,2 кг. Награду је дизајнирао уметник Карл Пехрсон, који је победио на такмичању дизајна, које је организовао тадашњи директор ШФИ, Хари Шеин. Још увек се не зна који су још уметници, поред Пехрсона, учествовали на такмичењу.
Натпис са именом добитника награде и категорије је залепљена на дну награде. Следећи текст је угравиран на абдомену бубе: „“. Све бубе су сличне, али ипак различита и јединствена уметничка дела.

### Етимологија
је шведски назив за Cetonia aurata, буба позната као бубазлата или златна буба. Карл Пехрсон је дао следећи опис зашто је изабрао назив златна буба и његову инспирацију кад је дизајнирао награду: „Златна буба воли да лети на летњем сунчевом сјају. Она светлуца слично као филмска трака. Њено понашање и њен начин живота може се поредити са филмом“.

## Номинације

### Комисија за номинације
Који филмови и ко би требало бити номинован за награду Златна буба одређује комисија за номинације. Комисија се састоји од 45 чланова који номинују три кандидата у свакој категорији, изузев награде за најбољи страни филм, најбољи кратки филм и најбољи документарни филм, које имају спцијлане групе за номинацију. Чланови комисије су активни у шведској филмској индустрији и именовани су од стране њихових организација или институција, које утврђује управни одбор ШФИ.
За именоване чланове се претпоставља да имају солидно искуство у професионалном занимању које је повезано са филмом. За именовање чланова комисије тражи се исти пол и ниво узраста. Чланиви комисије су дужни да поштују професионалну тајну у вези са њиховим учешћем у жирију. Ако дође до дисквалификације, члан жирија може бити замењен.

#### Гласање
Чланови комисије имају један глас за сваку категорију, којим указују њихов први, други и трећи избор. Гласови се затим деле након првог избора, а избор који је сакупио најмање гласова се одбацује. Ови гласови се касније деле преосталим кандидатима, сада након њиховог другог избора. Тада процес почиње испочетка и гласови се поново броје, а кандидат са најмање гласова се уклања и дели преко свог другог избора.
Ако је други избор изгубио, онда гласачи рачунају трећи избор уместо другог. Ако је чак и овај избор отпао, гласање се у потпуности одбацује. Када је све спремно, остају само три кандидата за номинацију.

### Жири за доделу награда
Након што је процес номинација завршен и представљен, обично почетком јануара, жири за доделу награда преузима остали део посла. Кроз отворену дискусију, жири именује победника између три номинације у свим категоријама, осим награде за изузетне заслуге, која је одређена од стране жирија без претходног именовања. Награда за животно дело се именује од стране управног одбора ШФИ. Проглашење победника се одвија током церемоније доделе награда касније у јануару.
Жири се састоји од девет чланова, укључујући и председника жирија. Управни одбро номинује председника, који заједно са тимом ШФИ бирају преостала осам чланова. Председник нема право да гласа и води рад жирија.
Чланови жирија треба да имају солидно искуство у професионалном занимању које је повезано са филмом и један од њих мора да је из друге Нордијске земље. Чланови жирија су дужни да поштују професионалну тајну у вези са њиховим учешћем у жирију. Да би обезбедио поновно чланство у жирију, члан жирија може да учествује у жирију за максимум четири године.

## Категорије

### Тренутне категорије
Награде се додељују у следећим категоријама:
- Најбољи филм (од 1964)
- Најбољи режисер (од 1964)
- Најбољи сценарио (од 1990)
- Најбоља фотографија (од 1989)
- Најбоља главна глумица (од 1964)
- Најбољи главни глумац (од 1964)
- Најбоља споредна глумица (од 1964)
- Најбољи споредни глумац (од 1964)
- Најбоља монтажа (од 2012)
- Најбољи костим (од 2012)
- Најбољи звук (од 2012)
- Најбоља шминка (од 2012)
- Најбоља музика (од 2012)
- Најбољи дизајн (од 2012)
- Најбољи визуелни ефекти (од 2012)
- Најбољи страни филм (од 1988)
- Најбољи кратки филм (од 1996)
- Најбољи документарни филм (од 2001)

### Укинуте категорије
Следећа листа приказује уклинуте награде:
- Награда за специјална достигнућа (1964—1987)
- Награда за креативна достигнућа (1988—1999)
- Најбоља достигнућа за монтажу, сценографију, костим, шминку, специјалне ефекте и анимацију (2000—2006)
- Најбоља достигнућа за звук, компилацију и композицију (2000—2006)

## Специјалне категорије
Награде су изгласане од стране специјалне комисије уместо комисије за номинације или жирија за доделу награда.

### Тренутне категорије
- Награда за животно дело (од 2001)[10]
- (појединачни рад у доприносу дечијих филмова) (од 2006)[10]
- Награда публике (2007—2011; од 2013)[10]

### Укинуте категорије
- Нагада Ингмар Бергман (1978—2007)

## Критика
Почетком 2005. награда је имала критике да су само три од 33 шведских филмова који су премијерно приказани у 2004. години су имали номинације у седам главних категорија (најбољи филм, режисер, глумац, глумица, споредни глумац, споредна глумица и сценарио) и да неки чланови жирија нису видели свих 33 филмова.